# Sizilisches Meer

Sicilisches Meer auf dem Atlasblatt von 1875

Das Sizilische Meer, Lateinisch Mare Siculum, bezeichnet den Abschnitt des Mittelmeeres im Dreieck, das von Sizilien im Norden, Tunesien im Westen und den Maltesischen und Pelagischen Inseln im Südosten definiert wird. Im Nordwesten verengt es sich zur Straße von Sizilien, über das es an das Tyrrhenische Meer und an das offene westliche Mittelmeer grenzt.
Im Osten und Südosten schließt sich das Libysche Meer an, ein Teil des offenen Mittelmeers.
Früher wurde das Sizilische Meer auch als Afrikanisches Meer bezeichnet.